# Лошадиные
Лошадиные (лат. Equidae) — семейство непарнокопытных млекопитающих. Включает несколько десятков вымерших родов и один ныне существующий род — лошади (Equus), который часто подразделяют на подроды: ослы (Asinus), полуослы (Hemionus), зебры и лошади (Equus). Всего известно 8 или 9 современных видов:
- Дикая лошадь (Equus ferus)
- Домашняя лошадь (Equus caballus), см. также породы лошадей

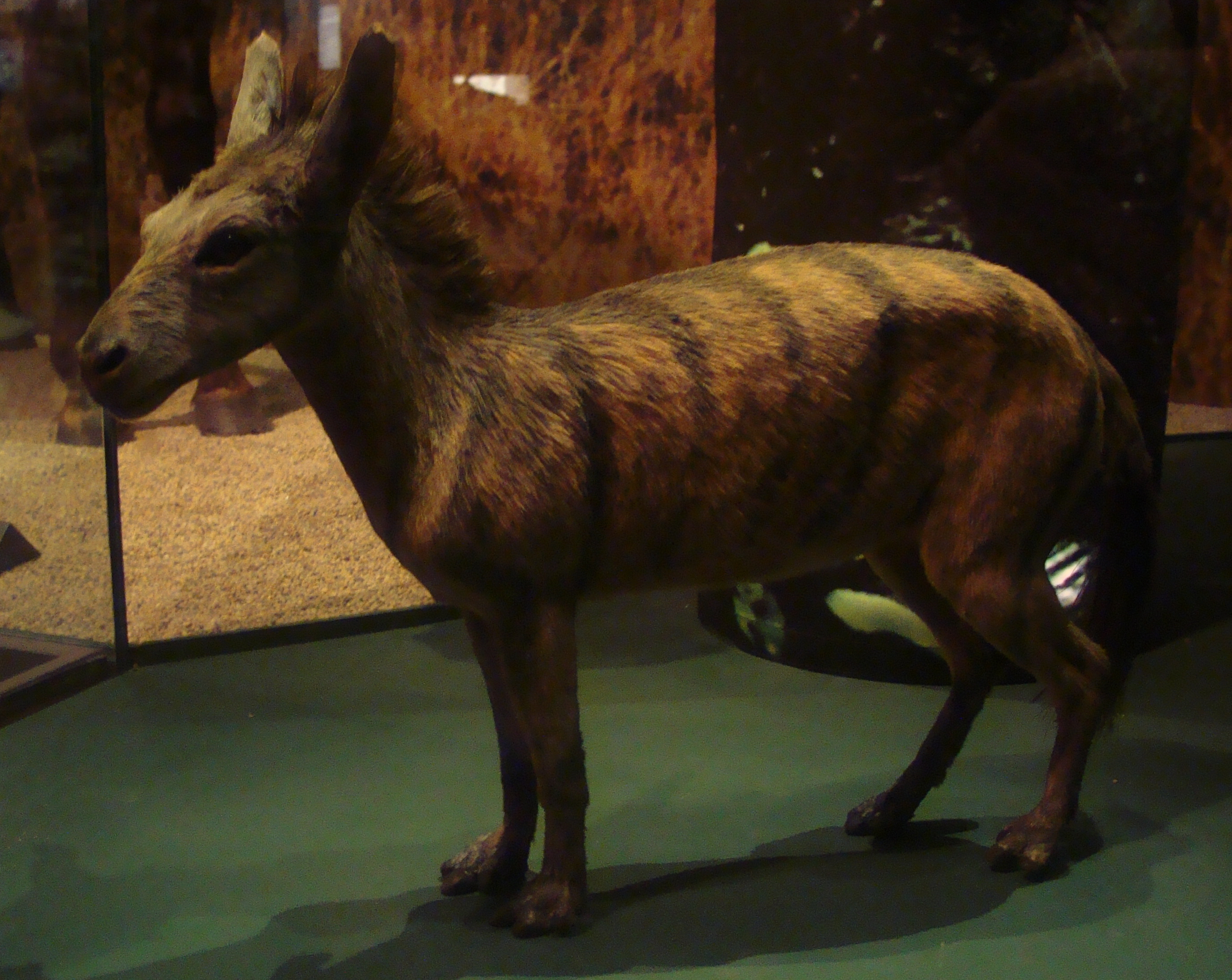
Реконструкция древней лошади сифргиппуса

- Кианг (Equus kiang)
- Кулан (Equus hemionus)
- Дикий осёл (Equus africanus)
- Домашний осёл (Equus asinus)
- Горная зебра (Equus zebra)
- Пустынная зебра (Equus grevyi)
- Бурчеллова зебра (Equus quagga)

## Эволюция
Эволюция представителей семейства, как считается, происходила по пути приспособления животных к быстрому бегу на открытых ландшафтных пространствах и к питанию растительной пищей. В процессе эволюции лошадиных их конечности удлинялись, средний палец становился всё более крупным и массивным, а боковые пальцы — наоборот, постепенно редуцировались. Лицевая часть черепа увеличивалась и удлинялась в связи с увеличением количества коренных зубов. Древнейшим представителем семейства считается гиракотерий (Hyracotherium, ранее также назывался также эогиппус — Eohippus) из раннего эоцена Европы и Северной Америки. Это животное было размерами с небольшую собаку, имело четырёхпалые передние и трехпалые задние конечности; питалось листьями и побегами кустарников. К первым лошадиным относится также например, род Sifrhippus, представители которого обитали в Северной Америке в эоцене (56 — 35 млн лет назад) и были размером с терьера.
Дальнейшая эволюция лошадиных происходила на территории Северной Америки, где гиракотериев в среднем и позднем эоцене сменили сперва большего размера орогиппус (Orohippus), а его, в свою очередь, епигиппус (Epihippus). В олигоцене появляется мезогиппус (Mesohippus), не превышающий по размеру современную овцу. От него произошли 2 филогенетические линии: анхитерий (Anchitherium), которые мигрировали в Евразию, где уже впоследствии во времена миоцена получили широкое распространение; и вторая прогрессивная линия продолжившая развиваться на территории Северной Америке и давшая начало родам парагиппус (Parahippus) и меригиппус (Merychippus). У последнего сохранялось в строении по 3 пальца на конечностях, при этом центральный (наиболее крупный) нёс основную нагрузку массы тела животного. Меригиппус стал ключевой формой в эволюции лошадиных. В позднем миоцене он него произошло множество форм травоядных трехпалых лошадей. Наиболее многочисленными были роды из группы гиппариона (Hipparion), которые смогли распространиться по Северной Америке, далее в Евразию и ещё дальше в Африку. Появлением гиппариона проводят условную границу между миоценом и плиоценом. У плиоценовой северо-американской лошади плиогиппуса (Pliohippus) в ходе эволюции от боковых пальцев сохранились лишь небольшие рудименты. От него произошли южно-американские лошади группы гиппидиона (Hippidion), которые вымерли в позднем плейстоцене. Современные лошади (род Equus), появились в Северной Америке около 4,4—4,5 млн лет назад и быстро распространились в Евразии, Африке и Южной Америке. Около 2,5 млн лет назад представители рода Equus переправились из Северной Америки через Берингию в Евразию. В Центральной Азии и на Ближнем Востоке представители рода Equus стали ослами, куланами и собственно лошадьми (Equus caballus), а в Африке — зебрами. К концу эпохи плейстоцена те лошадиные, что остались в  Америке, пережив ледниковый период, вымерли к середине 6 тысячелетия до нашей эры. Лишь после открытия Америки, домашняя лошадь была завезена на этот континент европейцами. Убежавшие и одичавшие лошади на северо-американском континенте быстро размножились, образовав огромные табуны мустангов.

## Описание
Млекопитающие средних и крупных размеров. Преимущественно стройного сложения с длинными высокими ногами. Высота в холке диких видов составляет 1—1,6 м, вес 120—350 кг; одомашненные лошади обычно намного крупнее. Количество пальцев на передних конечностях 1, 3 или 4, на задних 1 или 3. Независимо от их количества ось конечности всегда проходит через третий палец, который всегда развит и несущий на себе основную тяжесть тела животного. Боковые пальцы преимущественно слабо развитые, у некоторых представителей семейства сохранились в виде рудиментов. Концы пальцев с роговыми копытами. Волосяной покров образован нормально развитыми короткими, плотно прилегающими волосами, иногда сильно удлиненных (грива, хвост). На шее имеется грива, состоящая из более длинных волос, у диких видов она является относительно короткой и прямостоящей, а у домашних форм — более длинной и свисающей. У некоторых представителей семейства волосяной покров сильно редуцирован либо практически отсутствует. Окраска тела преимущественно серая или коричневая сверху и по бокам тела, светлее снизу тела, у зебр — образована перемежающимися чёрными и белыми полосками; чёрные полоски на плечах и ногах могут быть и у представителей других видов семейства. По средней линии спины может проходить тёмная полоска. Соски паховые, их одна пара.
Череп массивный, с крупным лицевым отделом. Глазница у ряда видов открытая, у других — замкнутая. Носовые кости расширены сзади. Этмоидальные отверстия отсутствуют.
Имеется диастема. Зубная формула: {\displaystyle I{0-3 \over 0-3}C{0-1 \over 0-1}P{3-4 \over 3-4}M{3 \over 3}}.
Коренные зубы лофодонтные — с гребнями или селеноло-фодонтные — лунчатые, со сложным эмалевым узором, брахиодонтные или гипселодонтные. Локтевая и малая берцовая кости могут быть сильно уменьшенными и сливаться соответственно с лучевой и большой берцовой костями. Пяточная кость не образует сочленения с малой берцовой. Ключицы отсутствуют. Желудок простой. Слепая кишка большая. Желчный пузырь отсутствует. Матка двурогая; плацента диффузная. Полигамный вид. Плод всегда один.

## Ареал и местообитание
Современные дикие представители (рода лошади) распространены в Центральной и Южной Азии, в Африке (за исключением пустыни Сахара). До конца плейстоцена - начала голоцена (10 тыс. лет назад) обитали также на Американском континенте. В Европе обитали до конца XIX века (тарпан, кулан). В одомашненном состоянии представители группы (домашние лошади, ослы) распространены по всему земному шару, одичавшие лошади встречаются в некоторых пустынных районах Америки, Евразии, Австралии (брамби, мустанги).
Лошади преимущественно являются обитателями открытых пространств — степей, лесостепей, саванн, пустынь, полупустынь.

## Биология и экология
Питаются преимущественно травянистыми растениями. В период дождей могут обходиться без водопоя: животным достаточно влаги, содержащейся в поедаемых растениях. Активны в светлое время суток. Держатся поодиночке или небольшими группами до 10 голов и более, иногда могут образовывать большие стада (зебры). Некоторые виды (зебры) совершают сезонные миграции. Лошадиные приспособлены к бегу и могут долго бежать со скоростью до 50—60 км/ч. Беременность длится около 1 года. В помете обычно 1 жеребёнок, редко — 2, которые уже вскоре после рождения способны следовать за матерью.

## Классификация
- Семейство Лошадиные (Equidae)
  - † Род Haringtonhippus[6]
  - † Подсемейство Hyracotheriinae
    - † Род Эпигиппус Epihippus
    - † Род Гаплогиппус Haplohippus
    - † Род Гептаконодон Heptaconodon

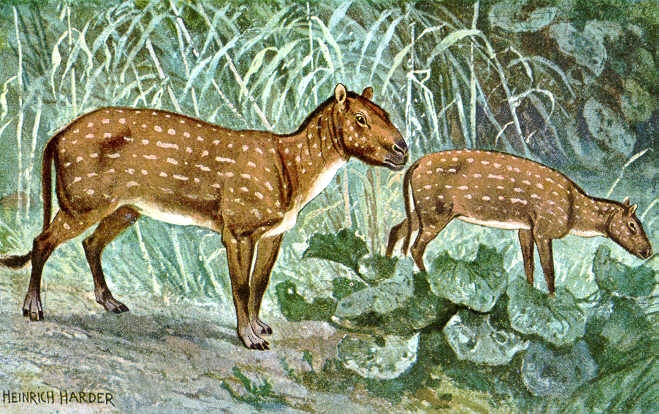
Гиракотерий

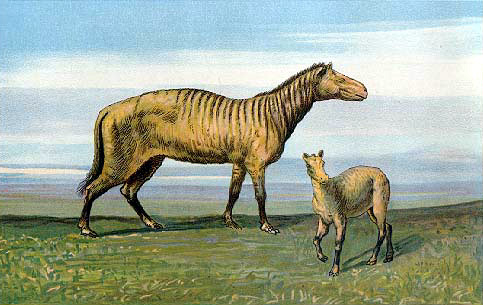
Орогиппус

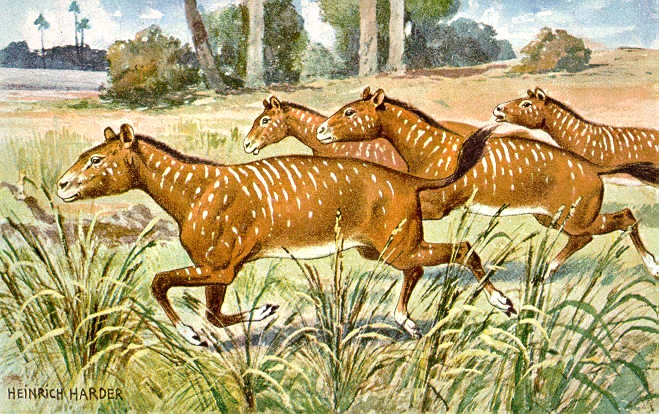
Мезогиппус

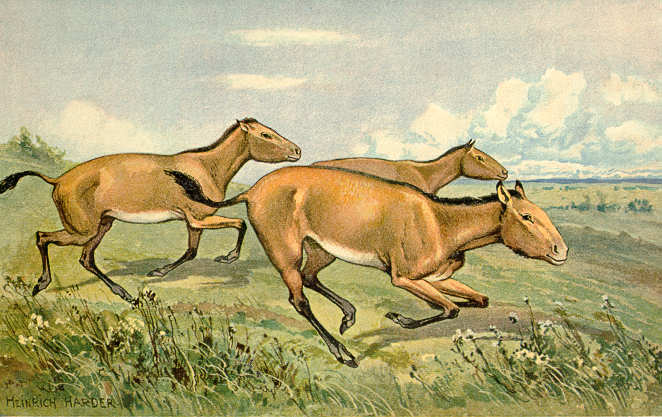
Гиппарион

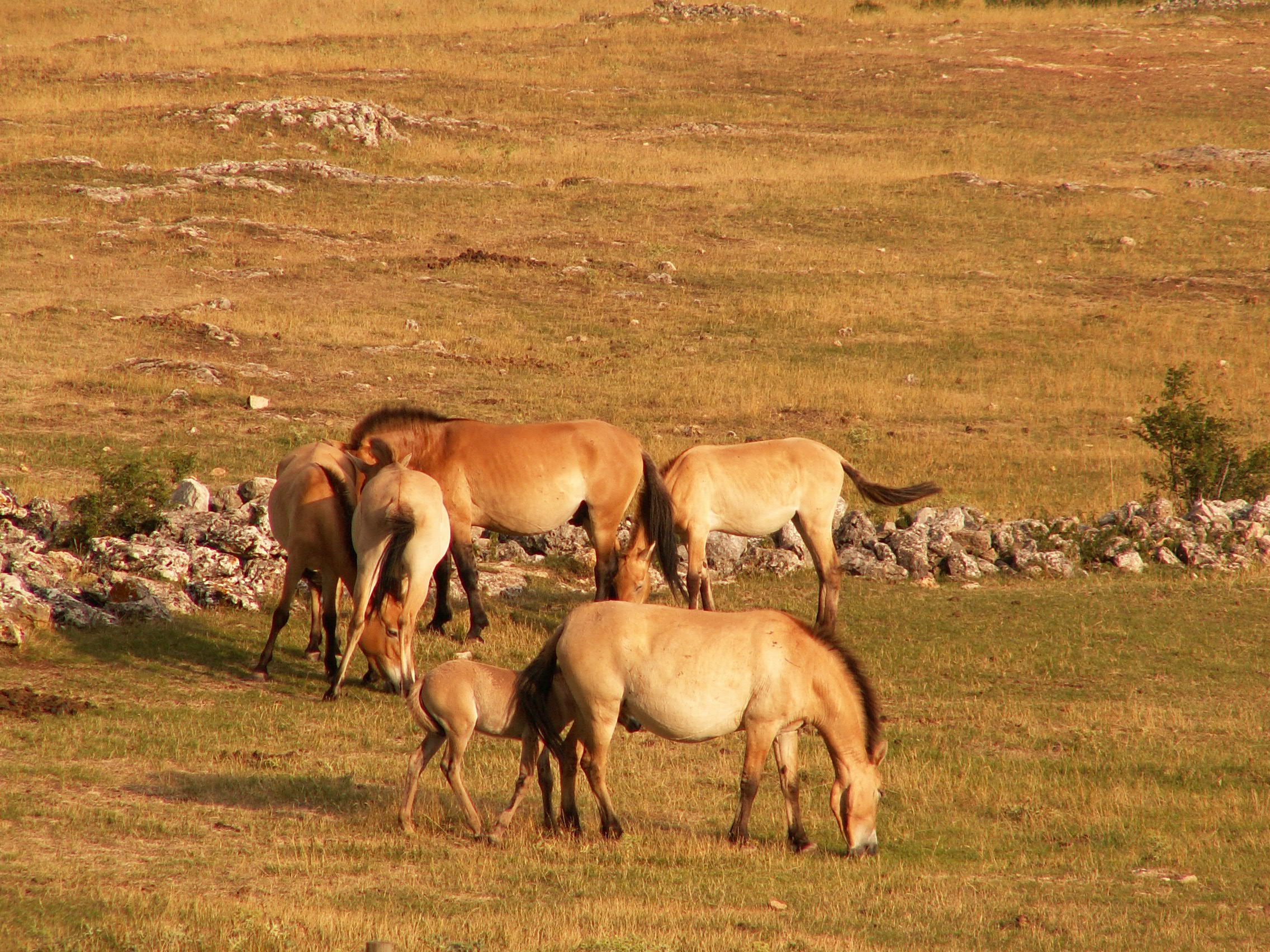
Лошади Пржевальского

    - † Род Гиракотерии Hyracotherium — ранее Eohippus; возможно, парафилетический с некоторыми видами из семейства † палеотериевые. Предложена классификация с разделением на три рода:
      - † Род Миниппус Minippus
      - † Род Сифргиппус Sifrhippus
      - † Род Аренагиппус Arenahippus

    - † Род Орогиппус Orohippus
    - † Род Ксеникогиппус Xenicohippus

  - † Подсемейство Anchitheriinae
    - † Род Анхитерий Anchitherium
      - † Подрод Парагиппусы Parahippus

    - † Род Археогиппус Archaeohippus
    - † Род Десматиппус Desmatippus
    - † Род Гипогиппус Hypohippus
    - † Род Калобатиппус Kalobatippus
    - † Род Мегагиппус Megahippus
    - † Род Мезогиппусы Mesohippus
    - † Род Миогиппусы[7] Miohippus
    - † Род Синогиппус Sinohippus

  - Подсемейство Equinae
    - † Род Мерикгиппусы[8] Merychippus
    - † Род Скафогиппус Scaphohippus
    - † Триба Hipparionini
      - † Род Эвригнатогиппус Eurygnathohippus
      - † Род Гиппарионы Hipparion
      - † Род Гиппотерий Hippotherium (кормогиппарион, Cormohipparion)
      - † Род Нанниппус Nannippus
      - † Род Неогиппарион Neohipparion
      - † Род Псевд(г)иппарион Pseudhipparion

    - Триба Equini
      - † Род Астрогиппус Astrohippus
      - † Род Калиппус Calippus
      - † Род Диногиппус Dinohippus
      - Род Лошади (Equus, приблизительно 9—12 современных видов, около 7 вымерших)
      - † Род Гетероплиогиппус Heteropliohippus
      - † Род Гиппидион Hippidion
      - † Род Оногиппидиум Onohippidium
      - † Род Параплиогиппус Parapliohippus
      - † Род Плезиппус Plesippus
      - † Род Плиогиппус Pliohippus
      - † Род Акритогиппус Acritohippus
      - † Род Еврогиппус Eurohippus
      - † Род Гетероплиогиппус Heteropliohippus
      - † Род Пробоскидиппарион Proboscidipparion
      - † Род Протогиппус Protohippus